# (6220) Stepanmakarov
(6220) Stepanmakarov (1978 SN7) – planetoida z pasa głównego asteroid okrążająca Słońce w ciągu 5,26 lat w średniej odległości 3,02 j.a. Odkryta 26 września 1978 roku.